# مرگ با تشریفات پزشکی
مرگ با تشریفات پزشکی (انگلیسی: Being Mortal) یا به عنوان دقیق‌تر میرایی؛ چیزهایی که پزشکی از مرگ نمی‌داند کتاب غیر داستانی نوشته آتول گاواند جراح آمریکایی است که سال ۲۰۱۴ منتشر شده.
نویسنده در این اثر به روایت، مراقبت‌های پایان عمر افراد در آسایشگاه‌ها، بیمارستان‌ها می‌پردازد و تاملاتش در این‌باره را تبیین می‌کند. نویسنده معتقد است مراقبت‌های یاد شده به جای تلاش برای افزایش مدت زمان عمر فرد و بقای افراد باید بر بهزیستی متمرکز شود. کتاب برنده جوایزی شده‌است و نیز در فهرست بهترین کتاب‌ها قرار گرفته‌است و همچنین مستندی بر اساس آن ساخته شده‌است.

## معرفی
«میرایی» یک تعمق در مورد چگونگی زندگی بهتر مردم با ضعف ناشی از افزایش سن، بیماری جدی و نزدیک شدن به مرگ است. «گاوند» خواستار تغییر در نحوهٔ برخورد متخصصان پزشکی با بیمارانی است که به مرگ نزدیک می‌شوند. وی توصیه می‌کند که پزشکان باید به جای تمرکز بر افزایش طول زندگی، در بهبود کیفیت زندگی و امکان فراهم آوردن رفاه تلاش کنند. گاواند داستان‌های شخصی بیمارانش و تجربه‌های نزدیکان آنها را که در مورد واقعیت‌های پیری که شامل شکسته شدن لگن و زوال عقل (دمنشیا)، مشکلات خانواده‌گی و مراقبت‌های گران‌قیمت کهنسالی، تنهایی و از دست دادن استقلال فردی است، را به اشتراک می‌گذارد.

پزشکی مدرن به چیزی جز درمان فکر نمی‌کند، اما مرگ درمان ندارد. این مسیر بیماران، اطرافیانشان و پزشکان را دچار بحران‌های روحی متعدد می‌کند. آتول گاواند داستان‌های زیادی از بیماران و پزشکان گرفتار این موقعیت‌ها می‌گوید که سرانجام تسلیم مرگ شدند.

مرگ با تشریفات پزشکی
روزهای واپسین عمرِ سالمندان و بیماران لاعلاج اغلب در آسایشگاه‌ها و بخش مراقبت‌های ویژهٔ بیمارستان‌ها می‌گذرد. پزشکان در این اوضاع درمان‌هایی را پیش می‌برند که اندیشه آنها را گیج و منگ می‌کنند و شیرهٔ بدن‌هایشان را می‌کشد تا شاید اندکی طول عمر آنها افزایش یابد؛ اما در آخر افسوس است چرا که آن اتفاقی که نباید خواهد افتاد. پزشکی مدرن تنها در اندیشه درمان است، اما مرگ درمان ندارد. این مسیر نه‌تنها بیماران و اطرافیانشان بلکه خود پزشکان را هم دچار بحران‌های روحی متعددی می‌کند. آتول گاواند، جراح و نویسندهٔ آمریکایی، در این کتاب داستان‌های زیادی از بیماران و پزشکانی می‌گوید که گرفتار این موقعیت‌ها بوده‌اند و سرانجام تسلیم مرگ شده‌اند. گاواند این تجربه‌ها را به چال می‌کشد تا ریشهٔ ناتوانی پزشکی مدرن در مواجهه با مرگ را بیابد و راه‌هایی را به بیماران و پزشکان پیشنهاد دهد که چگونه نگاهی تازه به وظیفهٔ پزشکی داشته باشند و روزهای واپسین را بگذرانند.
وی در ابتدای کتاب به بررسی مدل‌های مختلف زندگی سالمندان می‌پردازد، ازجمله مفاهیمی مانند نوانخانه‌ها، خانه‌های چند نسلی و آسایشگاه‌های سالمندان. گاواند داستان‌های شخصی و همچنین سوابق پزشکی سالمندان، مانند «کرن براون ویلسون»، مبتکر مفهوم «زندگی کمک شده» را جستجو می‌کند. او داستان‌هایی از افرادی را که با ضعف ناشی از افزایش سن، بیماری جدی و مرگ روبرو می‌شوند، و همچنین رویارویی خودش با مرگ‌ومیر را مرور می‌کند. گاوند بر این تصور تأکید می‌کند که باید به افرادی که در آستانه مرگ هستند فرصتی برای زندگی معنادار داده شود تا هنوز هدفی داشته باشند.
در بخش پایانی کتاب، گاواند به سراغ مراقبت‌های پزشکی در پایان زندگی می‌رود و مواردی مانند اتانازی (خودکشی با کمک پزشک) را ذکر می‌کند. او فرض می‌کند که «آسایش‌گاه مخصوص بیماران رو به مرگ»، انسانی‌ترین مدل مراقبت است. این کتاب شامل دو مقاله از گاواند در «نیویورکر» است که دو فصل از هشت فصل کتاب را تشکیل می‌دهد: «همه‌چیز از هم می‌پاشد» و «رها کردن».

## جوایز
این کتاب به عنوان بهترین کتاب سال از سوی رسانه‌های لس آنجلس تایمز، بازفید و اکونومیست معرفی شده‌است.

## مستند
کتاب مرگ با تشریفات پزشکی یک بخش از فیلم مستند اپیزودیک خط مقدم (Frontline) بود که سال ۲۰۱۴ ساخته و از شبکه عمومی آمریکا (PBS) پخش شده‌است.